# Das graue Gesicht
Das graue Gesicht ist eine Kriminalerzählung von Andreas Aberle.

## Inhalt
Das Buch spielt in den sechziger Jahren in einer nicht bezeichneten deutschen Stadt (andeutungsweise München). Der Elektrikermeister Friedhelm Pollinger entdeckt, dass sein Kunde Stiefelknecht ein medizinisches Gerät besitzt, welches durch Bestrahlung das Leben verlängert. Pollinger ermordet Stiefelknecht, trennt sich von seiner Frau und bringt das Gerät in seinen Besitz. Da Pollinger jedoch – im Gegensatz zu Stiefelknecht – die Nebenwirkungen der Bestrahlung nicht beherrscht bzw. nicht in der Lage ist, sich das entsprechende Medikament zu beschaffen, stirbt er schließlich im Alter von 31 Jahren durch einen qualvollen körperlichen Verfall. Seine geschiedene Frau beginnt ein Verhältnis mit seinem Arzt, wird jedoch kurz darauf ermordet, bevor der Arzt sich in der Untersuchungshaft erhängt. Zuvor ist das Gerät durch einen Brand in der gemeinsamen Wohnung vernichtet worden.

## Hintergrund
Fast die gesamte Geschichte wird aus Pollingers Perspektive in der Form von Tagebucheinträgen erzählt. Lediglich Einleitung und Schluss sind aus der Perspektive eines Unbekannten erzählt, der das unter der Matratze des Arztes aufgefundene Tagebuch vorliest.
Die Geschichte besitzt zwei Hauptmotive: Pollinger, der sich in die Idee ewigen Lebens verrennt und dafür zum Mörder wird. Später das Zauberlehrlings-Motiv: Pollinger hat sich auf Experimente mit einer gestohlenen Technologie eingelassen, die er nicht beherrscht und die ihn schließlich das Leben kostet. Schließlich der Rollentausch seiner zwei Gegenparts: Am Krankenbett entdecken Pollinger und seine ehemals ewig maulende Frau Margot erneut ihre Zuneigung. Auch erkennt Pollinger um diese Zeit die Motivation Stiefelknechts: Der hatte in letzter Sekunde – im Angesicht des Todes – versucht, das Gerät zu zerstören. Doch nicht – wie Pollinger vermutet hatte – damit er auch nichts davon habe, sondern um Pollinger vor dem – von ihm vorausgesehenen – Ende zu bewahren.
Die ethischen Probleme einer unbegrenzten Lebensverlängerung werden nicht behandelt. Auch wird nicht restlos geklärt, ob Stiefelknecht seinen Bruder, der das Gerät erfunden hatte, ermordet hat oder dieser bei Experimenten mit der Bestrahlung starb.

## Besonderheiten
Um 1980 war Das graue Gesicht, gesprochen von Waldemar Müller, eines der ersten Hörbücher. Obwohl ein eher unbekanntes Werk genießt es doch bei einer kleinen Fangemeinde Kultstatus. 1998 wurde es neu aufgelegt.